# Facundo Monteseirín
Facundo Monteseirín (Cutral Có, 12 marzo 1995) è un calciatore argentino, difensore dell'Unión San Felipe.

## Carriera
Ha esordito nella massima serie argentina con il Lanús nella stagione 2013-2014, prendendo anche parte ad alcune partite della Coppa Libertadores; rimane in squadra anche durante la stagione successiva.

## Palmarès

### Club

#### Competizioni internazionali
- Coppa Sudamericana: 1

Lanús: 2013

#### Competizioni nazionali
- Campionato argentino: 1

Lanús: 2016

### Nazionale
- Campionato sudamericano Under-20: 1

Uruguay 2015